# Erich Mendelsohn
Pour les articles homonymes, voir Mendelsohn.
Pour les articles ayant des titres homophones, voir Mendelssohn et Mendelson.
Ne doit pas être confondu avec Eric Mendelsohn (réalisateur).
Erich Mendelsohn (en allemand: /ˈeːʁɪç ˈmɛndl̩ˌzoːn/, ? Écouter [Fiche]; Allenstein, 21 mars 1887 ; † 15 septembre 1953) est un architecte allemand, connu pour ses bâtiments expressionnistes, les premiers du genre, autant que pour avoir développé un fonctionnalisme dynamique dans ses projets de magasins et de cinémas.

## Formation et premiers pas
Né à Allenstein en province de Prusse-Orientale, Mendelsohn était le cinquième d’une famille de six enfants. Sa mère était chapelière et son père était un petit commerçant. Il fréquenta le lycée puis alla à Berlin suivre des stages de commerce.

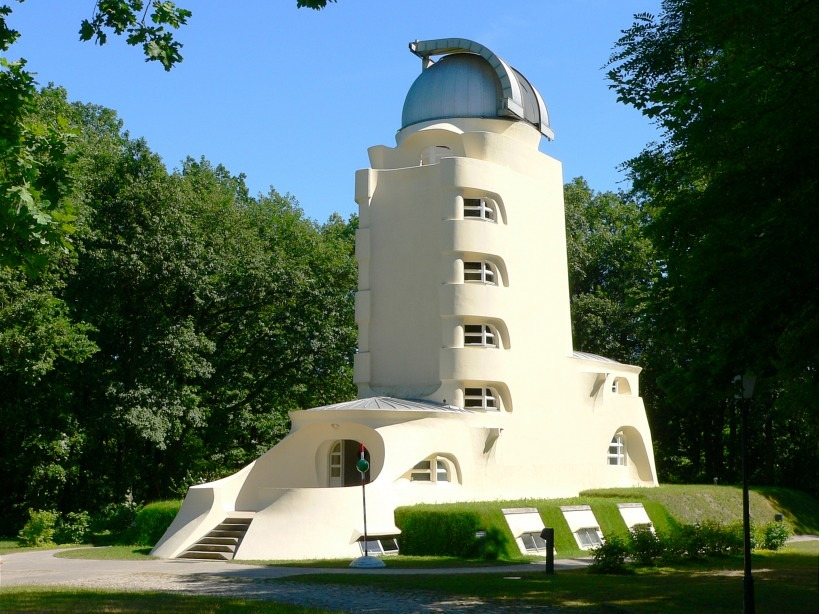
La tour Einstein à Potsdam

En 1906 il embrassa des études d’économie à l’université de Munich. En 1908 il commença des études d’architecture à l’université technique de Berlin. Deux ans plus tard il poursuivit son cursus à l’université de Munich où il fut diplômé en 1912, cum laude (mention assez bien). À Munich, il fut influencé par Theodor Fischer, un architecte dont le travail se situe entre le néo-classicisme et l’Art nouveau, et qui y enseignait depuis 1907. Mendelsohn eut aussi des contacts avec des membres du Blaue Reiter et du Brücke, deux groupes d’artistes expressionnistes.

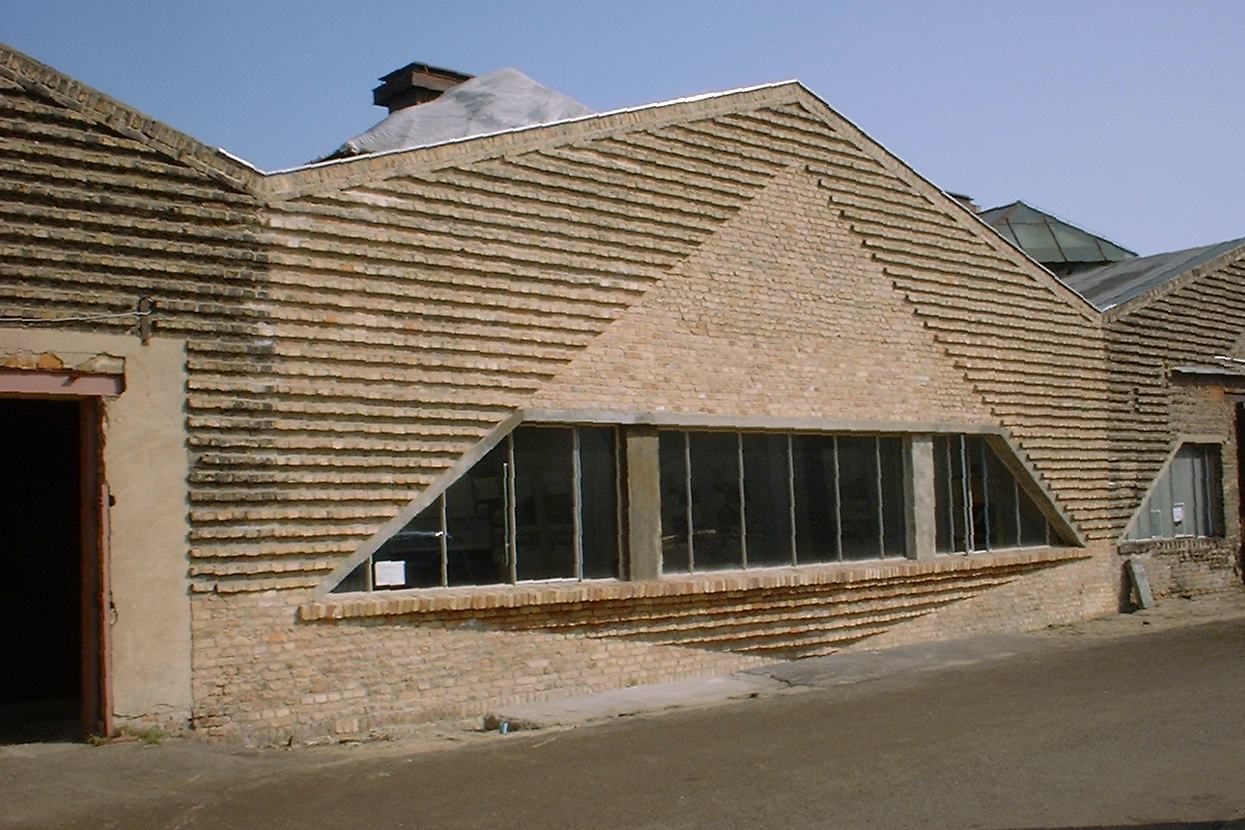
Usine de chapeaux à Luckenwalde

En 1912, il revint pour peu de temps à Allenstein et fit deux constructions au cimetière juif de la ville, Seestrasse (actuelle ul. Zyndrama z Maszkowic), la chapelle des morts et la maison du jardinier. La chapelle a été rachetée par la Fondation polonaise Borussia. 

De 1912 à 1914 il travailla comme architecte d'intérieur et comme décorateur de théâtre indépendant à Munich. En 1915 il épousa la violoncelliste Luise Maas. Grâce à elle, il rencontra l’astrophysicien et violoncelliste amateur Erwin Freundlich (de). Freundlich était le frère d’Herbert Freundlich (de), le directeur-adjoint de l’Institut de physique-chimie et d’électrochimie Kaiser-Wilhelm (aujourd’hui Institut Fritz-Haber de la Société Max-Planck dans le district de Dahlem à Berlin). Freundlich envisageait de construire un observatoire d'astronomie permettant de confirmer expérimentalement la théorie de la relativité d’Einstein.
Par l'intermédiaire de Freundlich, Mendelsohn eut l’opportunité de dessiner et de construire la Einsteinturm (la tour Einstein). Cette relation mais aussi l’amitié familiale avec les confectionneurs de chapeaux de Luckenwalde, Salomon et Gustav Herrmann, aidèrent au succès précoce de Mendelsohn.
Il est mobilisé sur le front russe pendant la Première Guerre mondiale. Jusqu’en 1918, ce que l’on sait de Mendelsohn consiste principalement en une suite de croquis d’usines et autres bâtiments d’envergure, souvent sur petits formats ou dans les lettres qu’il envoie à sa femme depuis le front.

## Sa carrière

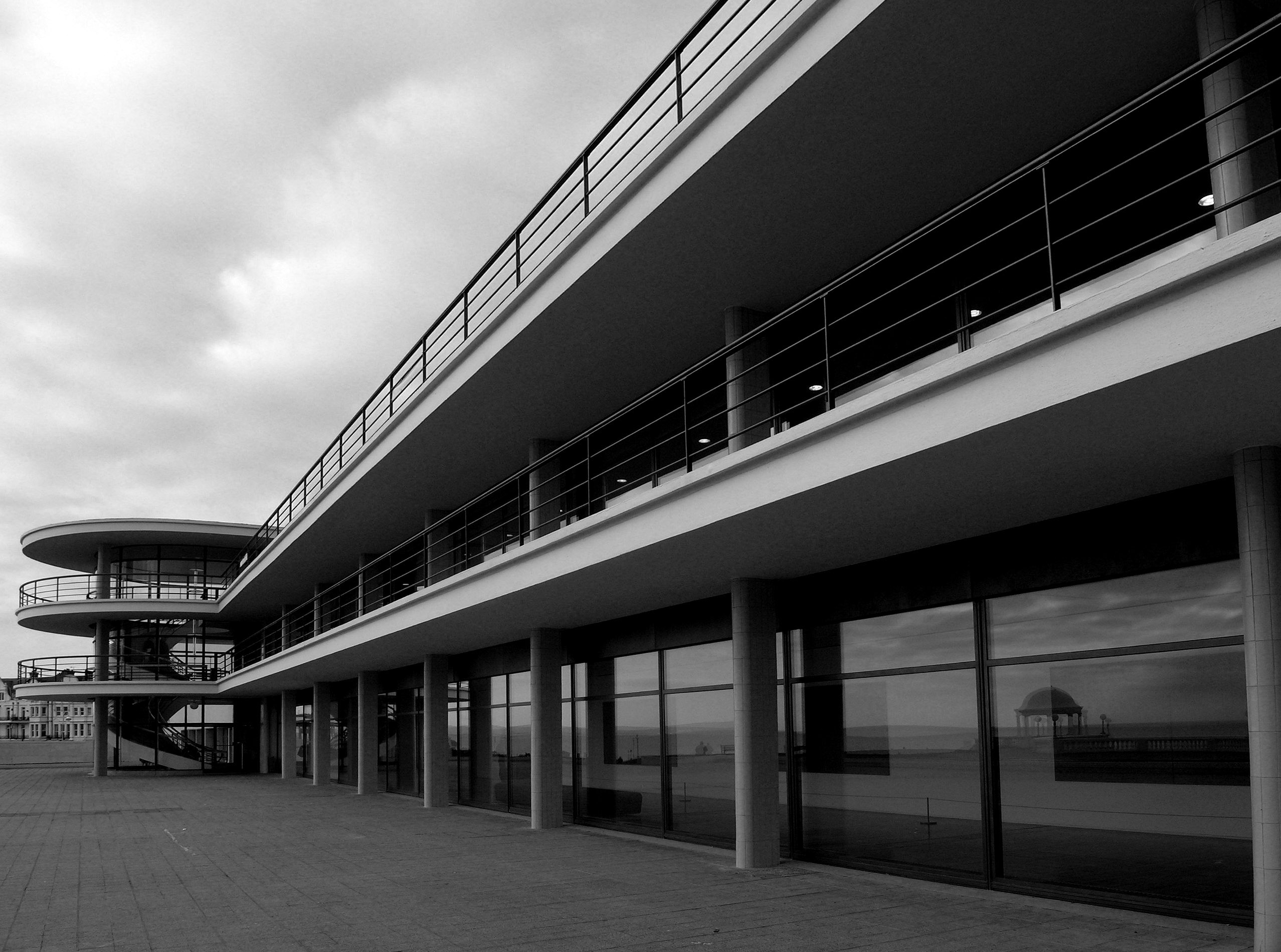
Le pavillon De La Warr à Bexhill-on-Sea

Fin 1918, la guerre terminée, il ouvre un cabinet d'architecture prospère à Berlin. La tour Einstein et l’usine de chapeaux de Luckenwalde ont établi sa réputation. Dès 1924, Wasmuths Monatshefte für Baukunst, mensuel d’architecture allemand, publie une édition de son travail. La même année, il est, à côté de Ludwig Mies van der Rohe et de Walter Gropius, un des membres fondateurs d’un mouvement architectural moderniste appelé Der Ring.

En Pologne, où plutôt en Silésie, il a construit les entrepôts Weichmann à Gleiwitz (Gliwice (1921-1922), le grand magasin Petershof à Breslau (Wrocław (1927-1928) et une usine textile près de Waldenburg (Wałbrzych, 1923).
En 1924, c’est avec enthousiasme qu’il découvre l’Amérique et ses édifices récents, comme il le consigne dans sa correspondance ; à travers ce voyage, il se lie d’amitié avec Frank Lloyd Wright en tant qu’hôte de l’atelier communautaire de Taliesin, avec qui il partage son intérêt pour cette pensée organique américaine qui fait écho à l’expressionnisme architectural dont il est le fer de lance en Allemagne :
« Il a vingt ans de plus que moi. Mais nous sommes devenus amis dans l’instant même, ensorcelés que nous étions par l’espace, tendant nos mains dans l’espace l’un vers l’autre : même chemin, même but, même vie, je crois. Nous nous sommes entendus immédiatement comme des frères [...]. Wright dit que l’architecture du futur sera, pour la première fois dans l'histoire, complètement architecture, espace en lui-même, sans modèles préétablis, sans enjolivements — mouvement pur à trois ou quatre dimensions… »
Son agence progresse. Lors de ses meilleures années, son agence employait une quarantaine de personnes, dont Julius Posener le futur célèbre historien de l’architecture qui y fut stagiaire. L’œuvre de Mendelsohn résume le consumérisme de la république de Weimar[style à revoir], plus particulièrement de ces magasins, notamment les fameux magasins Schocken (de).
Intéressé par les expériences socialistes contemporaines et les réflexions constructivistes de l’Union soviétique, il dessina l’usine textile Drapeau rouge en 1926 à Saint-Pétersbourg. Ses bureaux pour le journal Mossehaus et le cinéma Universum furent aussi des œuvres très influentes pour l’Art déco.
En Allemagne, Mendelsohn connaît le succès, aussi bien sur le plan artistique qu’en affaires. En 1926, il achète une vieille demeure. En 1928 commence la construction de sa maison à Rupenhorn où sa famille s’installe deux ans plus tard. Par un travail subtil d'implantation grâce à des jeux d'escaliers de talutage et de murs de soutènement, cette demeure irradie littéralement sur son terrain et démontre également que l'architecte a parfaitement assimilé le langage du style international.
Face à la montée de l’antisémitisme en Allemagne à laquelle il oppose un regard lucide et anticipateur, il émigre au Royaume-Uni au printemps 1933, préférant se désister de projets d’importance. Par la suite sa fortune considérable sera saisie par les nazis ; il sera également radié de l’ordre des architectes allemands et exclu de l’Académie prussienne des arts.
Au Royaume-Uni il entame une collaboration avec Serge Chermayeff, qui se poursuivit jusqu’à fin 1936. Mendelsohn connaissait depuis longtemps Chaim Weizmann, par la suite président d'Israël. Au début de 1934 il commença la conception d’une série de projets en Palestine pour Weizmann, et en 1935 il ouvrit un bureau à Jérusalem. En 1938, bien qu’ayant déjà fermé ses bureaux à Londres, il prit la nationalité britannique et anglicisa son prénom en « Eric ».
De 1941 à sa mort, Mendelsohn vécut aux États-Unis. Pendant la Seconde Guerre mondiale, ses activités se résumèrent, à cause de son statut d’immigré, à des conférences et des publications.
Il servit aussi en tant que conseiller auprès du gouvernement américain. Par exemple, en 1943 il collabora avec l’armée américaine et la Standard Oil pour construire des répliques des quartiers pavillonnaires typiques des ouvriers allemands, clef essentielle dans les essais préalables au bombardement de Berlin.
En 1945 il s’établit à San Francisco. De ce jour à sa mort en 1953 il entreprit différents projets, le plus souvent pour des communautés juives, comme l'université hébraïque de Jérusalem et les synagogues de Cleveland, Saint-Louis et Grand Rapids. Toutes ces constructions semblent être en mouvement.

## Postérité
Patron de Richard Neutra, Erich Mendelsohn occupe une position singulière parmi les architectes modernes célèbres, sa carrière commencée à Berlin dans les années 1910 ayant coïncidé aux multiples péripéties du siècle.
Son œuvre, diversement appréciée par les historiens de l'architecture moderne, a pâti d’une faible reconnaissance de la part de certains parmi les plus influents, Henry-Russel Hitchcock lui reprochant un « manque de pureté », et Sigfried Giedion l’écartant totalement. Pour Bruno Zevi qui lui a consacré plusieurs publications, en revanche, Mendelsohn représente avec Wright une des figures importantes de l’architecture organique.

La fondation Borussia à Olsztyn (Pologne) s’attache notamment à préserver les bâtiments construits par Erich Mendelsohn.

## Principales réalisations

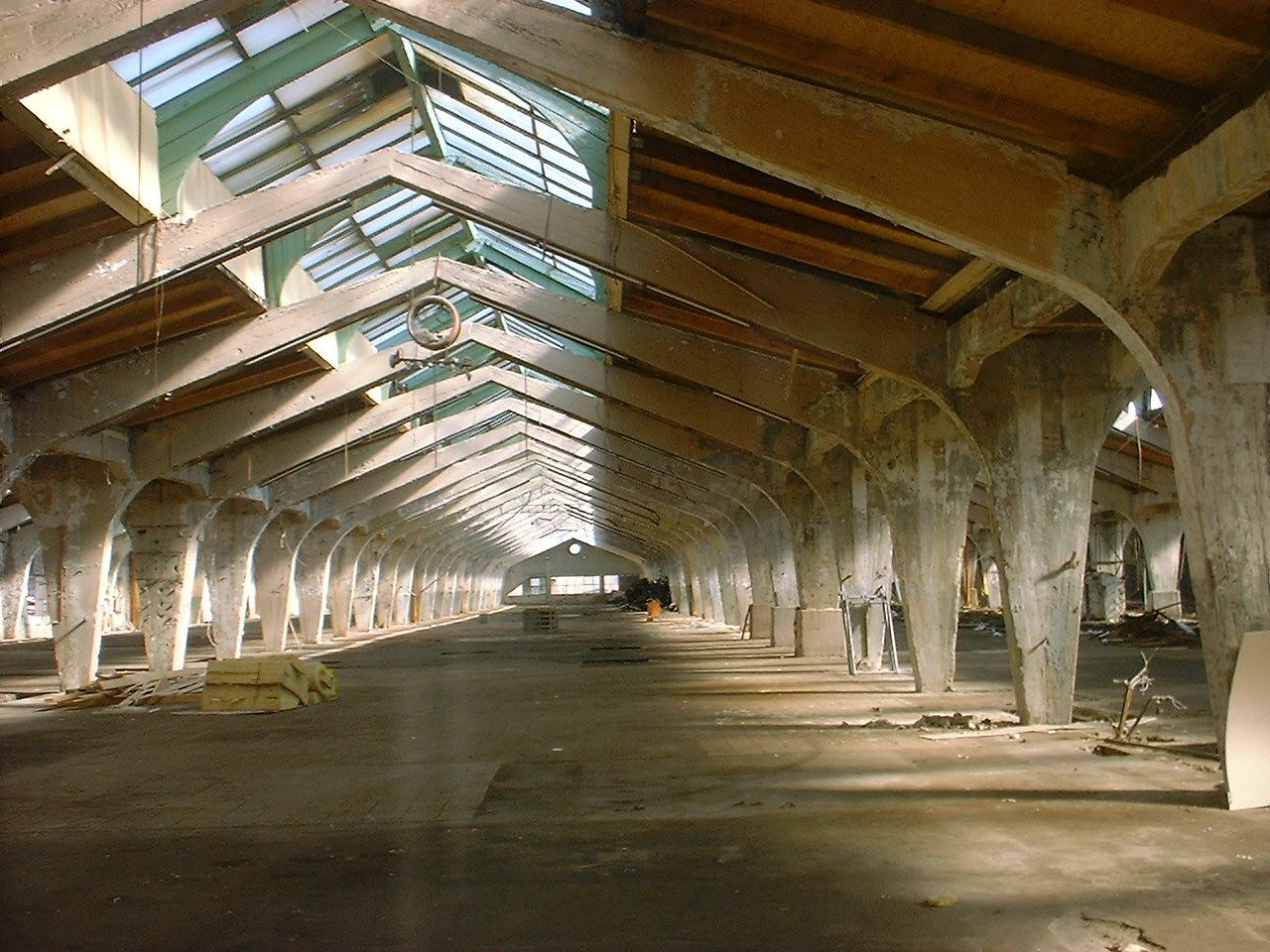
Intérieur de l'usine Luckenwalde.
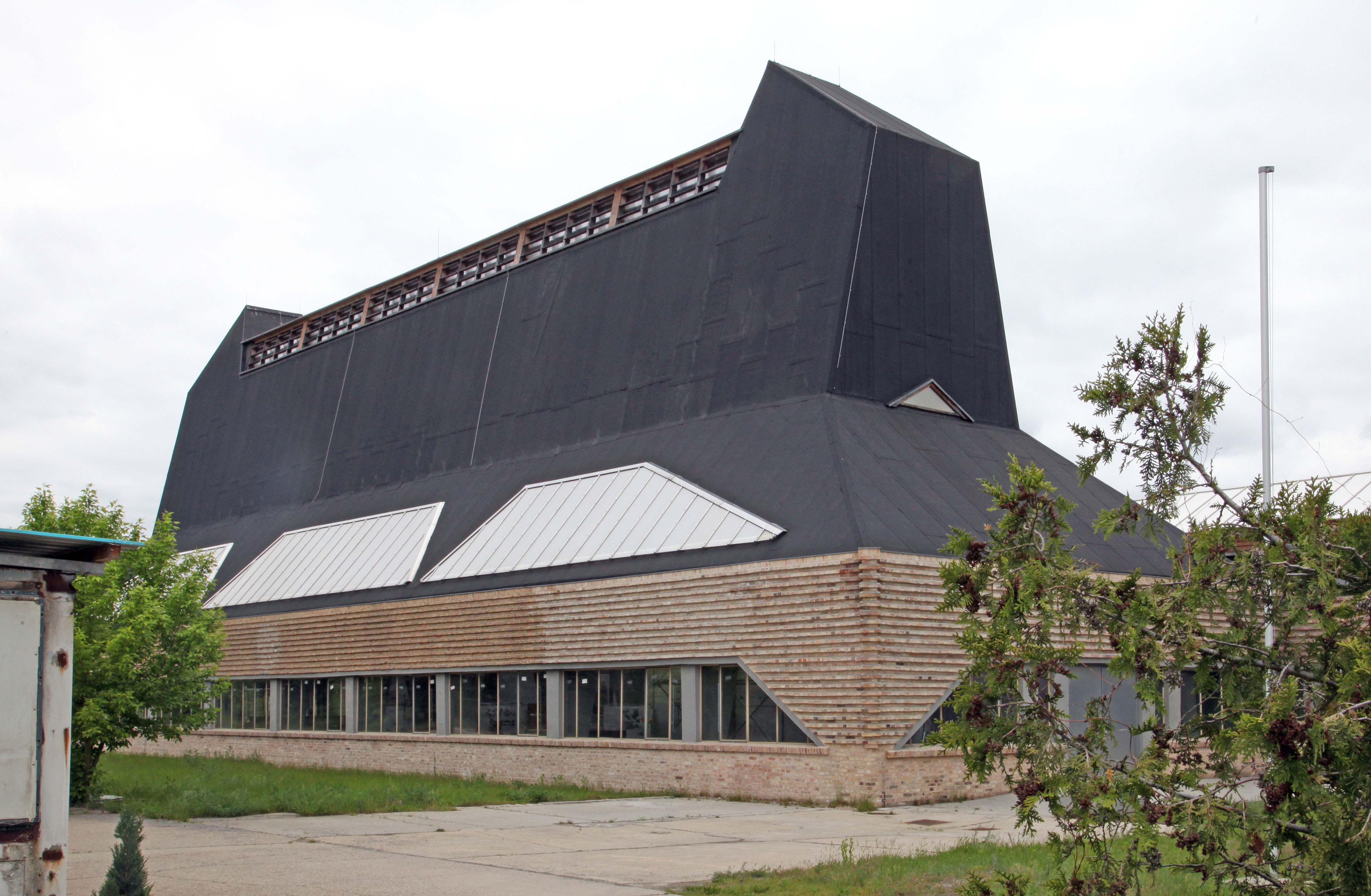
Vue d'ensemble de l'ancienne usine des chapeaux à Luckenwalde.
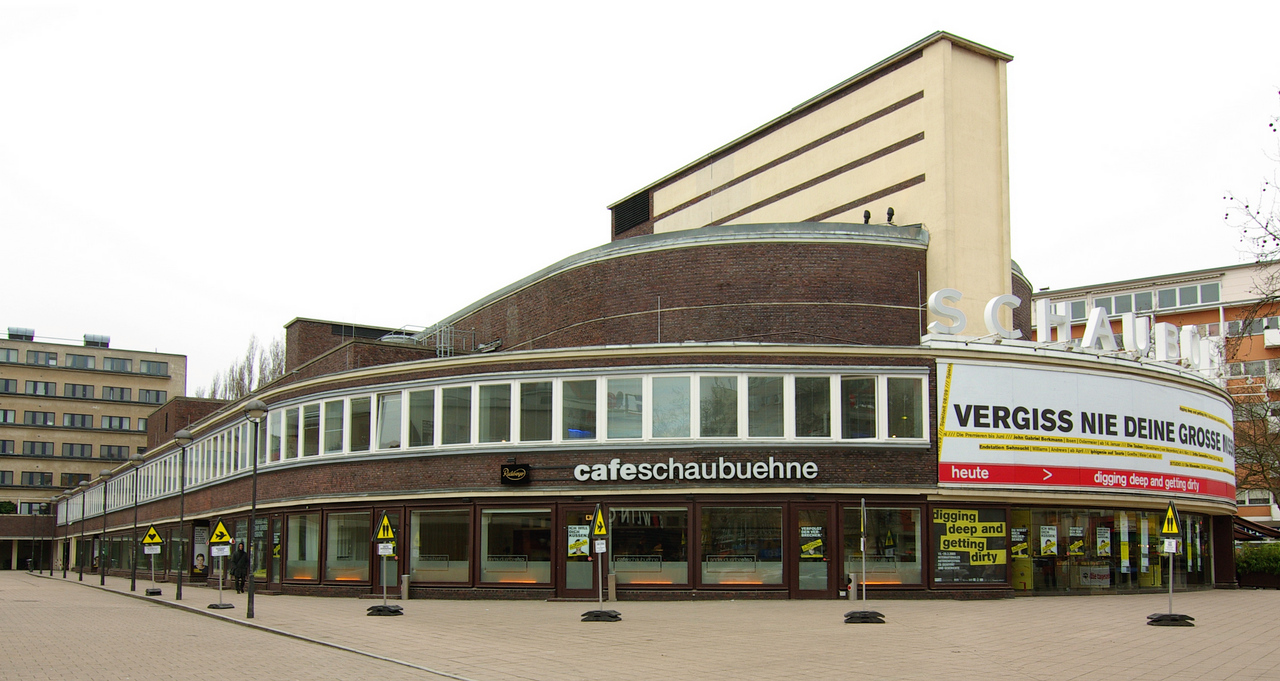
Théâtre Schaubühne à Berlin-Wilmersdorf, Allemagne (1927-1928)
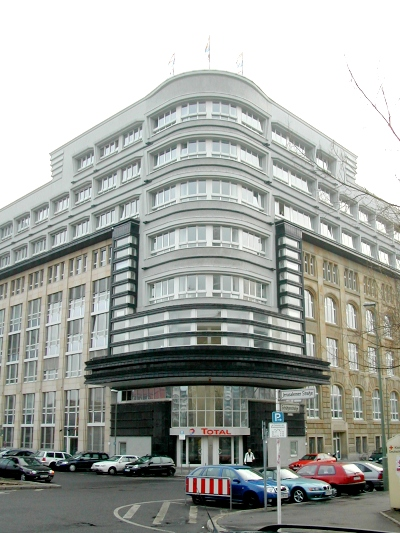
L'immeuble Rudolf Mosse à Berlin-Mitte.
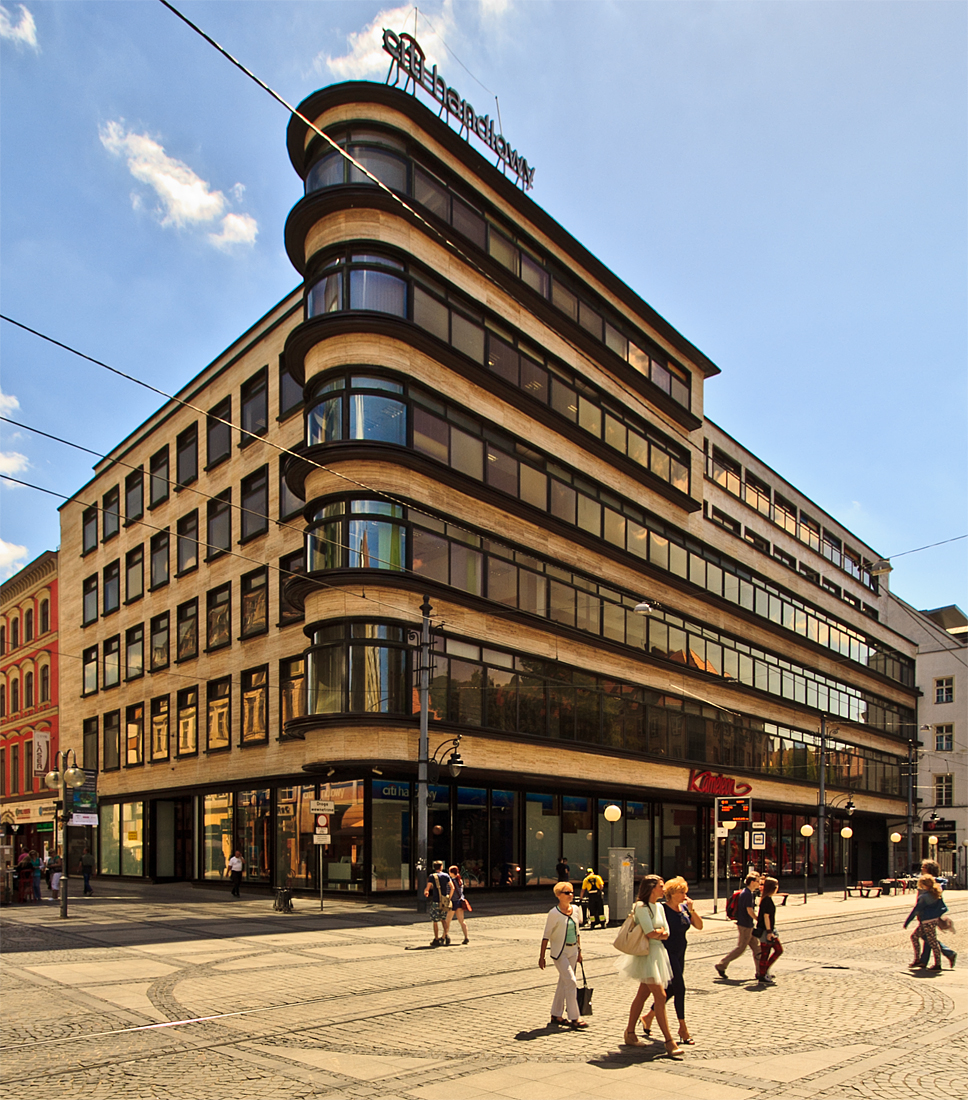
Petersdorff à Breslau (1929).
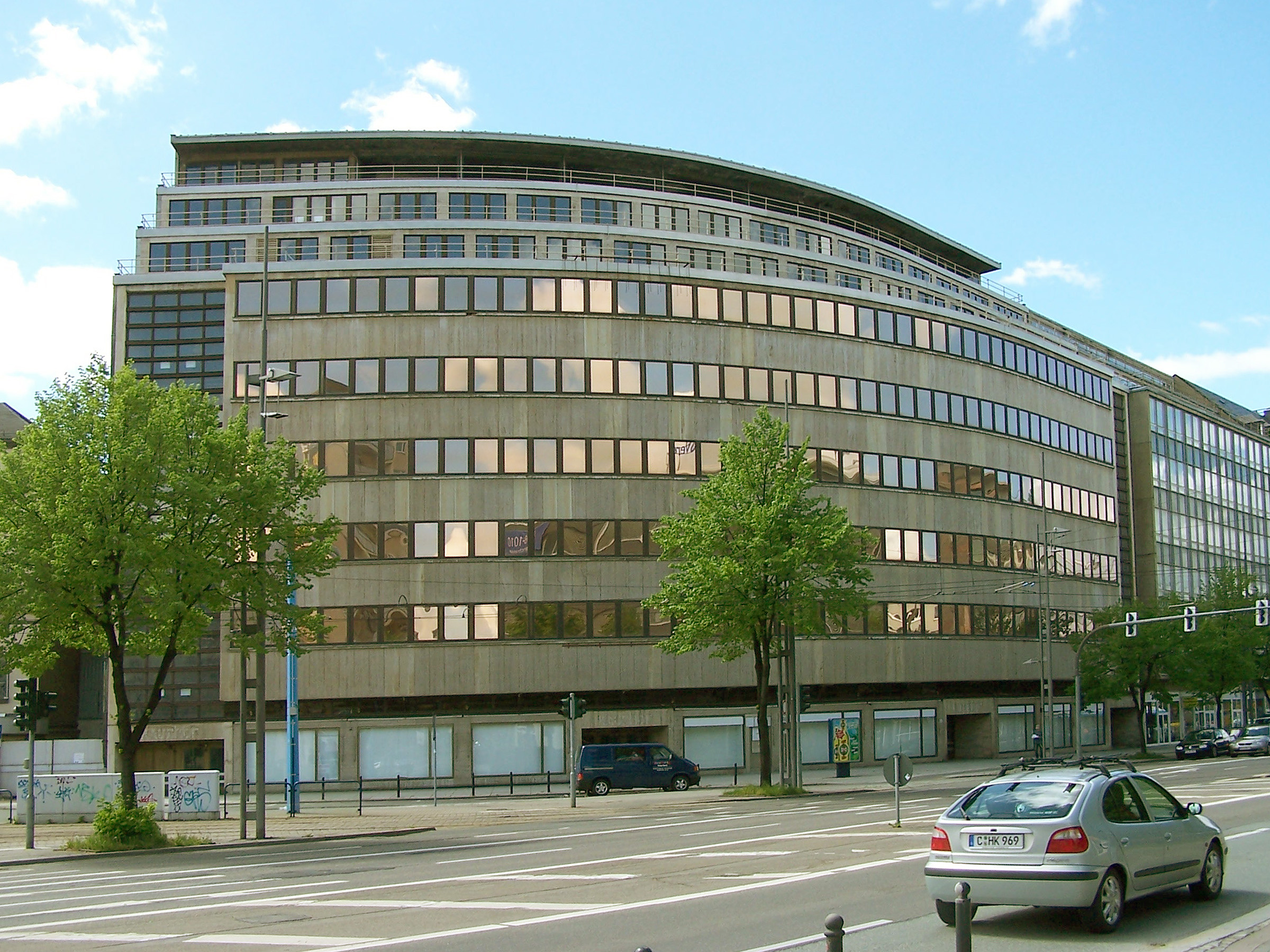
Centre commercial Schocken à Chemnitz (1927-1930).

## Source
- (en) Cet article est partiellement ou en totalité issu de l’article de Wikipédia en anglais intitulé « Erich Mendelsohn » (voir la liste des auteurs).

### Ouvrages d'Erich Mendelsohn
- (de) Erich Mendelsohn, Amerika, Bilderbuch eines Architekten, Berlin, Rudolf Mosse, 1926 (réimpr. 1928), 82 p. (ISBN 978-0-306-70830-5)
  - Erich Mendelsohn (trad. M. Brausch, préf. Jean-Louis Cohen), Amerika. Livre d’images d’un architecte, Paris, Demi-Cercle, 1992
- (de) Erich Mendelsohn, Erich Mendelsohn, das Gesamtschaffen des Architekten, Skizzen, Entwürfe, Bauten, Berlin, Rudolf Mosse, 1930 (réimpr. 1988 et 1992)

### Études traitant de l’architecte
- (en) R. Stephan (dir.), Eric Mendelsohn, Architect, 1887–1953, New York, The Monacelli Press, 1999
- (en) A. Whittick, Erich Mendelsohn, Londres, Leonard Hill, 1940 (réimpr. 1956) (1re éd. 1940)
- Bruno Zevi, Erich Mendelsohn, Paris, Philippe Sers, 1984 (réimpr. 2005) (1re éd. 1984)
- (en) Bruno Zevi, Erich Mendelsohn. The Complete Works, Bâle, Birkhäuser, 1998 (réimpr. 2005) (1re éd. 1998)

- Eric Mendelsohn (trad. de l'allemand par Barbara Fontaine et Jennifer Rheinlaender-Didelon, préf. Bernard Marrey), Lettres d’un architecte, Paris, Le Linteau, 1er janvier 2007, 1re éd., 235 p. (ISBN 978-2-910342-49-4, présentation en ligne)